# DocBook
DocBook (anglická výslovnost [ˈdokˌbuk]) je značkovací jazyk pro psaní dokumentace, původně byl zaměřený na dokumentaci k softwaru a hardwaru, ale může být použit na jakoukoliv dokumentaci. Lze jej však využít i pro psaní knih, článků, tvorbu prezentací nebo přípravu celých webů.
DocBook je implementován jak pomocí XML, tak i SGML.
Mezi výhody DocBooku patří možnost konverze dokumentů do dalších formátů jako HTML, PDF, RTF, HTML Help a dalších. Z jedné předlohy lze zcela automaticky – s využitím nástrojů, které jsou většinou zdarma – vytvořit několik výstupních podob původního dokumentu.

## Přehled
DocBook je jazyk XML. Ve své současné verzi (5.0), jazyk DocBooku je formálně definován pomocí RELAX NG XML schémy s integrovanými pravidly Schematron. (Existují i verze W3C XML Schema+Schematron a Document Type Definition (DTD) tohoto schématu, ale jsou považovány za nestandardní.)
Jelikož se jedná o sémantický jazyk, dokumenty v DocBooku nepopisují, jak jejich obsah „vypadá“, ale spíš význam daného obsahu. Například spíš než vysvětlení abstraktu, jak má být článek vizuálně formátován, DocBook jednoduše řekne, že daná sekce je abstrakt. Rozhodnutí zůstává na externím procesním nástroji nebo aplikaci kde na stránku přijde abstrakt a zda má být obsažen ve finálním výstupu nebo ne.
DocBook poskytuje velké množství sémantických elementových tagů. Dělí se do 3 velkých kategorií: strukturálních, blokových a inline [ˌinˈlain] (vnořených).
Strukturální tagy specifikují široké charakteristiky svého obsahu. book element například specifikuje, že jeho dceřiné elementy reprezentují části knihy. To zahrnuje název, kapitoly, slovníčky, dodatky atd. Strukturální tagy DocBooku mimo jiných jsou:
- set: pojmenovaná kolekce jednoho nebo víc tagů kniha book. Set možno vnořit do dalšího setu.
- book: pojmenovaná kolekce kapitol chapter [ˈčæptə(r)], článků article [ˈaːtikl] a/nebo částí part [paːt], s volitelnými slovníky, dodatky atd.
- part: pojmenovaná kolekce jedné nebo víc kapitol chapter. Část může obsahovat další části a může mít speciální úvodní text.
- article: pojmenovaná, nečíslovaná kolekce blokových elementů.
- chapter: pojmenovaná číslovaná kolekce blokových elementů. DocBook nevyžaduje aby kapitoly byly číslovány; ze sémantiky je zřejmé, že číslo kapitoly je číslo předešlé kapitoly plus 1.
- appendix [əˈpendiks]: obsažený text reprezentuje dodatek.
- dedication [ˌdediˈkeišən]: text reprezentuje věnování obsaženého strukturálního elementu.

Strukturální elementy mohou obsahovat jiné strukturální elementy. Strukturální elementy jsou jediné dovolené top-level elementy v dokumentu DocBook.
Blokové tagy jsou elementy jako paragraf (odstavec), seznamy atd. Ne všechny tyto dokumenty mohou obsahovat text přímo. Sekvenční blokové elementy se zpracují jeden „za“ druhým. „Za“ v tomto případě může záviset na jazyku. U většiny západních jazyků „za“ značí: textové paragrafy se tisknou stránkou po řádcích dolů. Jiné jazyky mohou dodržovat jiný směr, například japonský text se často tiskne ve sloupcích, kde paragrafy probíhají zprava doleva, tedy „za“ v tomto případě značí vlevo. Sémantika DocBook je zcela neutrální k těmto druhům jazykových konceptů.
Řádkové (inline) tagy jsou elementy jako důraz, hyperlinky atd. Obalují text v blokových elementech. Tyto elementy nezpůsobí zalomení textu, když se zpracují v paragrafu, ale obvykle způsobí, že dokumentový procesor aplikuje nějaký druh jiné typografické formy na text uvnitř, například změna fontu, velikosti atd. (Specifikace DocBook hovoří, že očekává odlišnou typografickou formu, ale nenabízí specifické požadavky, o jakou formu půjde.) Tedy nepožaduje se, aby DocBook procesor transformoval tag důrazu emphasis [ˈemfəsis] do kurzivy (italic s výslovností [iˈtælik]). DocBook procesor pro čtení může zvýšit hlasitost při čtení obsahu. Nebo textový procesor může použit tučné (bold [bəuld]) písmo namísto kurzivy.

### Vzorový dokument
```
 
<?xml version="1.0" encoding="UTF-8"?>

 
<book
 
xml:id=
"simple_book"
 
xmlns=
"http://docbook.org/ns/docbook"
 
version=
"5.0"
>

   
<title>
Very
 
simple
 
book
</title>

   
<chapter
 
xml:id=
"chapter_1"
>

     
<title>
Chapter
 
1
</title>

     
<para>
Hello
 
world!
</para>

     
<para>
I
 
hope
 
that
 
your
 
day
 
is
 
proceeding
 
<emphasis>
splendidly
</emphasis>
!
</para>

   
</chapter>

   
<chapter
 
xml:id=
"chapter_2"
>

     
<title>
Chapter
 
2
</title>

     
<para>
Hello
 
again,
 
world!
</para>

   
</chapter>

 
</book>

```

Sémanticky tento dokument je kniha „book“, s názvem „title“ [ˈtaitl], která obsahuje 2 kapitoly „chapters“ a každá má vlastní název „title“. Tyto kapitoly „chapters“ obsahují odstavce „paragraph“ [ˈpærəˌgraːf)] <para>, které obsahují text. Značkování je v angličtině zcela zřejmé.